# Bahya ben Asher
1. Zugot
2. Tannaim
3. Amoraim
4. Savoraim
5. Gaonim
6. Rishonim
7. Acharonim

Bahye ben Asher ibn Halawa noto anche come Rabbeinu Behaye in ebraico רבינו בחיי‎? (Saragozza, XIII secolo – 1340) è stato un rabbino e religioso spagnolo, studioso dell'Ebraismo, commentatore del Tanakh (Bibbia ebraica) e rinomato per aver introdotto la Cabala (misticismo ebraico) nello studio della Torah.
Considerato dagli studiosi ebraici uno dei più importanti esegeti della Spagna, fu discepolo di Rabbi Shlomo ben Aderet (il Rashba). A differenza di quest'ultimo, Bahya non si dedicò alla scienza talmudica, ma all'esegesi biblica, prendendo come esempio Rabbi Moses ben Nahman Girondi, conosciuto come Nahmanide o Ramban, insegnante di Rabbi Solomon ben Adret, che fu il primo ad usare la Cabala come sistema per interpretare la Torah. Fu sempre ligio ai suoi doveri di darshan ("predicatore") nella città nativa di Saragozza, condividendo tale posizione con molte altre, ricevendo per queste un esiguo stipendio, scarsamente sufficiente a sostenere lui e famiglia; tuttavia né la sua difficoltà a guadagnarsi da vivere né le varie altre difficoltà che affrontò nel corso della vita (a cui si riferisce nell'introduzione al suo commentario della Torah) diminuì il suo interesse per lo studio della Torah in generale e l'esegesi biblica in particolare.

## Commentario della Torah
L'opera principale di Bahye è il suo commentario della Torah (i cinque libri di Mosè: il Pentateuco), in preparazione del quale Bahye esaminò attentamente le opere di precedenti esegeti biblici, usando tutti i metodi da loro impiegati per dare le sue interpretazioni.
Bahye elenca i seguenti quattro metodi, in sua opinione tutti indispensabili all'esegeta:
1. Il peshat il significato "semplice" del testo.
2. Il midrash o esegesi aggadica.
3. Analisi logica ed esegesi filosofica. Suo scopo è dimostrare che le verità filosofiche sono già incluse nella Bibbia che, quale opera divina, trascende tutta la sapienza dell'uomo. Bahye quindi riconosce i risultati del pensiero filosofico solo quando non entrano in conflitto con la tradizione ebraica.
4. Il metodo della Cabala, da lui chiamato "il sentiero di luce", che l'anima in cerca di verità deve percorrere. È in base a questo metodo, afferma Rabbeinu Behaye, che i profondi misteri nascosti nella Bibbia possono essere rivelati.

In genere Rabbi Bahye non rivela nessuna delle sue fonti cabalistiche, eccetto a riferirsi comunemente al Sefer ha-Bahir e alle opere di Nahmanide. Cita lo Zohar soltanto due volte.
Il commentario di Bahye è considerato particolarmente efficace nella forma: ogni parashah, o lezione settimanale, viene preceduta da un'introduzione che prepara il lettore alle idee fondamentali che devono essere esaminate; tale introduzione riporta un motto nella forma di alcuni versetti scelti dal Libro dei Proverbi. Inoltre, grazie alle domande che vengono frequentemente poste, il lettore è portato ad entrare nella prospettiva mentale dell'autore - il rischio di annoiarsi è quindi evitato.

## Stampe
Il commentario venne pubblicato per la prima volta a Napoli nel 1492 e la popolarità che acquisì viene documentata da numerosi sovracommentari che vennero pubblicati su di esso. A causa del grande spazio riservato alla Cabala, l'opera fu particolarmente valutata dai cabalisti, sebbene Rabbi Bahye si fosse servito anche di fonti non ebraiche. Edizioni successive del commentario apparvero a Pesaro nel 1507, 1514 e 1517; a Costantinopoli nel 1517; a Rimini nel 1524; a Venezia nel 1544, 1546, 1559, 1566 e oltre.

## Altre opere
Un'altra sua opera diffusa fu Kad ha-Kemah ("Ricettacoli della farina") (Costantinopoli, 1515): consiste di sessanta capitoli, ordinati alfabeticamente, che comprendono discorsi e dissertazioni sui requisiti della religione e della moralità, come anche delle pratiche rituali ebraiche. Kad ha-Kemahè un'opra di Letteratura Musar, il cui scopo è di promuovere la vita morale. Bahye tratta le seguenti materie: fede in Dio; gli attributi divini e la natura della provvidenza; il dovere di amare Dio e comportarsi dinanzi a a Lui con umiltà e semplicità; timore di Dio; la preghiera ebraica; benevolenza e amore per l'umanità; la pace; l'amministrazione della giustizia e la sacralità del giuramento; il dovere di rispettare la proprietà e l'onore del prossimo; le festività ebraiche e la Halakhah (Legge ebraica).
Ulteriore opera di Bahye, pubblicata frequentemente e nella prima edizione di Mantova del 1514 erroneamente attribuita a Rabbi Moses ben Nahman, Nahmanide, porta il titolo di Shulkhan Arba ("Tavola [dei] Quattro"). Comprende quattro capitoli, i primi tre con le regole religiose di condotta in merito ai vari pasti, mentre il quarto parla del banchetto dei giusti nel Mondo a venire.

### Opere incorrettamente attribuite
Un certo numero di opere il cui autore viene citato semplicemente come "Bahye", o di autore ignoto, è stato attribuito a Rabbi Bahye ben Asher. Diverse autorità esperte degli scritti di Rabbi Bahye hanno affermato che molte di queste attribuzioni sono errate:
- Ha-Emunah ve-ha-Bittahon (Korets, 1785)
- Ma'arekhet ha-Elohut (Mantova, 1558)
- Ma'amar ha-Sekhel (Cremona, 1557)

Un libro apparentemente scritto da Bahye, curato da M. Homburg col titolo di Soba Semakhot ("Pienezza di gioia") e reputato un commentario del Libro di Giobbe, in realtà è una compilazione fatta da un redattore successivo di due opere di Bahye: Kad ha-Kemah (Costantinopoli, 1515) e Shulhan shel Arba (Mantova, 1514).

## Analisi
Le opere di Rabbeinu Behaye possiedono un valore speciale sia per lo studioso di letteratura ebraica, a causa di copiose ed estesa citazioni dell'autore dalle opere esegetiche midrashiche andate perdute, sia per lo studente di lingue moderne a causa del frequente uso di parole da vernacoli (arabo, spagnolo e francese) nella spiegazione di termini biblici. Dette opere contengono anche materiale interessante per lo studio della vita sociale e per la storia della Cabala, la demonologia ed escatologia degli ebrei in Spagna.